# Battaglia di Murche-Khort
La battaglia di Murche-Khort fu una battaglia combattuta tra le forze dell'Impero safavide capeggiate dal generale Nadir e quelle della dinastia Hotak (col supporto dall'Impero ottomano). Ashraf Hotak aveva fallito nel suo tentativo di arrestare l'avanzata di Nadir verso Isfahan al passo di Khwar dove la sua trappola venne scoperta e venne inseguito. La battaglia venne combattuta in maniera non convenzionale dagli afghani che tentarono in malomodo di replicare la tattica usata dai persiani contro di loro sino a quel punto. La vittoria finale dei persiani aprì loro la strada verso la capitale Isfahan e sancì il ritorno dei safavidi per alcuni anni prima che lo stesso Nadir non li detronizzasse.

## Antefatto

### I fatti di Isfahan
L'arrivo di Ashraf ad Isfahan venne anticipato dalla notizia del massacro di 3000 persiani tra aristocratici e uomini del clero portato avanti in maniera fredda e calcolatrice per via della sua catastrofica sconfitta a Mihmandoost che incoraggiò una rivolta nella città di Isfahan.
Ashraf si dedicò dunque a rimuovere ogni possibile sobillatore di rivolta ad Isfahan ma nel contempo si premurò di non cadere nelle mani né dell'esercito persiano a nord né degli insorgenti a sud. Questa purga venne portata avanti con particolare brutalità, con la distruzione ed il saccheggio del bazar locale portando avanti una nomea del periodo del governo afghano in Persia come uno dei peggio e più barbari della storia iraniana.

### Il supporto ottomano
Dopo le schiaccianti vittorie di Nadir contro gli afghani Ghilzai nella Persia settentrionale egli scrisse una lettera agli ottomani chiedendo il loro immediato ritiro dalle terre storicamente possedimento dei safavidi che avevano acquisito da Ashraf in virtù del trattato di Hamadan. In realtà gli ottomani continuarono a dare supporto ad Ashraf contro i persiani in quanto preferivano di gran lunga il governo di un vicino fedele ed alleato della Sublime porta anziché i safavidi da sempre loro opposti. La richiesta di aiuto di Ashraf fu essenzialmente incentrata su pezzi d'artiglieria e cannonieri di cui gli afghani erano completamente sprovvisti ed in cui invece gli ottomani eccellevano. Il 31 ottobre 1729, avendo aumentato sostanzialmente la sua portata di fuoco, Ashraf uscì da Isfahan per andare incontro al nemico.

## La battaglia

### I preparativi
Muovendosi verso nord gli afghani raggiunsero una posizione adeguatamente difendibile presso Murche-Khort a circa 55 chilometri a nord di Isfahan. Il 13 novembre 1729 l'esercito di Nadir venne avvistato in loro. Osservando la potenza della posizione prescelta da Ashraf per trincerarsi, Nadir tentò di adescarlo all'esterno dapprima con colpi d'artigliera e poi marciando attorno alla fortificazione e verso Isfahan. Questa tecnica in un primo tempo non ebbe successo.
Ashraf era ormai troppo astuto e avveduto sulle tecniche di Nadir per cadere nel tranello ed infatti resistette. Riconoscendo però che ogni attacco ai persiani sarebbe stato un fallimento, anche col supporto ottomano, Ashraf decise di impiegare la propria artiglieria in maniera circolare attorno alla sua fanteria trincerata e con la cavalleria intorno.

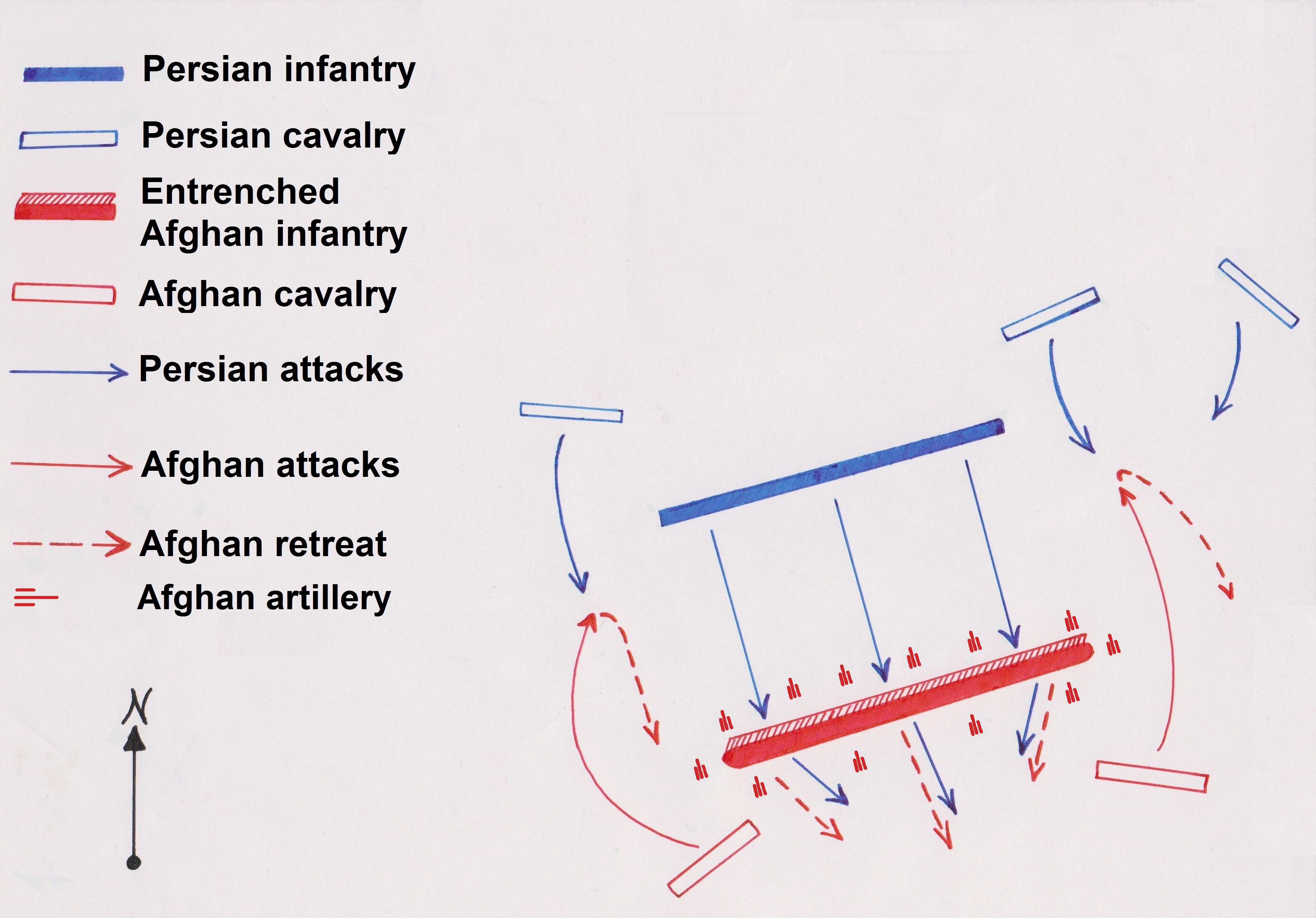
1. Nadir invia un contingente di cavalleria a mantenere la cavalleria afghana a sinistra
2. La fanteria di linea persiana avanza nelle trincee della controparte afghana e carica un combattimento corpo a corpo
3. Numerosi tentativi della cavalleria di Ashraf per fiancheggiare la fanteria persiana sono resi vani dalla riserva di cavalleria di Nadir
4. La fanteria afghana finalmente capitola sotto la pressione del centro dell'esercito persiano, facendo quindi terminare il conflitto a favore dei persiani

### Lo scontro
Nadir impiegò dunque i suoi Jazāyerchi (moschettieri) in linea alle forze trincerate nemiche. Inviò un contingente di cavalleria al comando di Haj Beg Afshar per minacciare il fianco destro degli afghani e mantenne il resto della cavalleria di riserva di modo da rendere vano ogni tentativo di Ashraf di fiancheggiare o irrompere nelle file dei suoi moschettieri. L'uniforme avanzata degli Jazāyerchi ebbe comunque poco effetto sui moschettieri ed il fuoco degli afghani che continuavano a trincerarsi in difesa delle loro posizioni.
Ashraf non fece alcuno sforzo per cercare di levare la pressione dalla sua fanteria al centro e le molte cariche mosse da lui contro i persiani vennero intercettate e battute dalla riserva di cavalleria di Nadir. Il centro dell'esercito afghano venne dissolto e Ashraf venne costretto alla fine ad una schiacciante sconfitta, fuggendo a Isfahan prima di Nader.

## Conseguenze
Il panico iniziò ad impadronirsi delle truppe di Ashraf ed il suo entourage si spostò a Isfahan attraversando i cancelli della città nel pomeriggio dopo la sconfitta a Murche-Khort. Caricarono tutto ciò che riuscirono a caricare fuggirono alla volta di Shiraz. Tutta l'artiglieria ottomana cadde nelle mani di Nadir che permise ai prigionieri catturati di ritornare alle loro case.